# Telephones and Troubles
Telephones and Troubles è un cortometraggio muto del 1918 diretto da J.A. Howe.

## Produzione
Il film fu prodotto dalla Vitagraph Company of America.

## Distribuzione
Distribuito dalla Vitagraph Company of America e presentato da Albert E. Smith, il film - un cortometraggio in una bobina - uscì nelle sale cinematografiche statunitensi il 4 febbraio 1918.